# Asír (pohoří)
Asír (arabsky عسير‎ [ʕsiːr]IPA) je pohoří na jihozápadě Arabského poloostrova ležící v jihozápadní části Saúdské Arábie podél Rudého moře. Pohoří Asír se nachází v saúdskoarabské provincii Asír a je součástí rozsáhlého horského pásma zvaného Saravát, tvoří jeho střední část přičemž na severu sousedí s pohořím Hidžáz a na jihu s Jemenskými horami. Rozprostírá se přibližně na 100 000 km² a tvoří jej hory, pláně a údolí Arabské vysočiny.

## Geologie
Pohoří je utvářeno sedimentárními horninami: vápenci, pískovci a lupky – jurského, křídového a paleogenního původu na prekambrijském granitickém podloží.

## Klima a zemědělství
Oblast má nejvyšší srážkový roční průměr v Saúdské Arábii díky sezónním dešťům. Průměrný roční úhrn srážek je v rozmezí od 600 mm do 1000 mm ve vlhčích oblastech pohoří. Východní planiny a plošiny mají mnohem nižší roční úhrny od 500 mm až k 100 mm za rok.

### Zemědělství
Mezi plodiny, nejčastěji pěstované na strmých terasovaných svazích hor, patří pšenice, káva, bavlna, indigovník, zázvor, zelenina a palmy. V oblasti prospívá dobytek, ovce, kozy a velbloudi.

## Biodiverzita
Relativní nedostupnost napomohla ochránit jedinečnou přírodní rozmanitost oblasti. Asír je patrně posledním přirozeným útočištěm levharta arabského. V Asíru bylo objeveno několik nových druhů hlenek.